# Vlag van Baskenland

Vlag van Baskenland (ratio 14:25)

De vlag van Baskenland wordt in het Baskisch ikurrina genoemd (ook ikurrin; de uitgang -a is het bepaald lidwoord). Deze vlag is de officiële vlag van de Spaanse autonome regio Baskenland. De vlag werd op 18 december 1978 officieel aangenomen.
De vlag werd in 1894 ontworpen door de broers Luis en Sabino Arana, de oprichters van de Baskische Nationalistische Partij (EAJ/PNV), en was in eerste instantie bedoeld als vlag van de provincie Biskaje. In 1933 werd de vlag officieel aanvaard door de Baskische regering. De vlag wordt sindsdien ook vaak beschouwd als de vlag van geheel Baskenland. Tijdens het bewind van Francisco Franco was het vertoon van de ikurrina streng verboden in de Zuid-Baskische provincies, maar in Frans-Baskenland mocht de vlag gewoon vertoond worden. Een Baskische gevechtseenheid vocht in de Tweede Wereldoorlog mee met de Vrije Franse strijdkrachten, en hun ikurrina werd gedecoreerd na de gevechten bij de Pointe de Grave, aan de monding van de Gironde.
De rode achtergrond symboliseert het Baskische ras. Hier overheen ligt een groen Andreaskruis, dat de eik van Guernica symboliseert, en daarmee de oude rechten die de Basken van oudsher genoten (de fueros). Hier overheen ligt een wit kruis, het symbool van de christelijke godsdienst. De rode kleur en de horizontale, verticale en diagonale lijnen vertonen een overeenkomst met het wapen van Navarra, de zogenaamde "ketens van Navarra", hoewel soms wordt aangenomen dat de gebroeders Arana zich hebben laten inspireren door de vlag van het Verenigd Koninkrijk, de Union Flag.
De naam ikurrina is ook bedacht door Sabino Arana. Het stamt af van het ook door hem verzonnen woord ikur ("symbool" of "teken"), afgeleid van een door hem verondersteld Oudbaskisch werkwoord ikurri (dat "betekenen" zou moeten betekenen); dit woord leidde hij dan weer af van het wél bestaande werkwoord irakurri ("lezen", dus "doen betekenen").
Oorspronkelijk betekende ikurrina in het Baskisch gewoon "de vlag", maar tegenwoordig wordt er bijna altijd de Baskische vlag mee bedoeld. De Spaanse vlag wordt in het Baskisch aangeduid met het Spaanse woord bandera.

De vlag van Saint-Pierre en Miquelon. De ikurrina komt, samen met de Normandische vlag en het kanton van de Bretonse vlag (de Gwenn-ha-du), voor op de vlag van Saint-Pierre en Miquelon; dit symboliseert de afkomst van de bevolking van deze eilanden.

## De ikurrina in Navarra
In Navarra is het verboden om de ikurrina uit te hangen vanaf overheidsgebouwen. Volgens de Navarrese "Wet op de Symbolen van Navarra" (4 april 2003) mag van gemeentehuizen, eventueel in combinatie met de Spaanse vlag, de vlag van Europa en/of de vlag van de betreffende gemeente, alleen de vlag van Navarra worden gehangen. Een aantal Baskischgezinde gemeenten in het noordwesten van de provincie hield zich hier echter niet aan en hing de ikurrina toch aan de gevel van het gemeentehuis, wat deze gemeenten een aantal keer op een veroordeling bij de rechter kwam te staan. Een uitzondering wordt in de wet gemaakt bij een bezoek van officiële vertegenwoordigers uit een andere regio: dan mag de vlag van die andere regio ook worden vertoond. Van deze uitzondering wordt dan ook regelmatig gebruikgemaakt, en dus nodigt men vertegenwoordigers van de Spaanse regio Baskenland uit, alleen om het legaal vertoon van de ikurrina mogelijk te maken. Andere gemeenten hangen de ikurrina niet van hun gemeentehuis, maar van een ander gebouw.

## Ontwerp
De hoogte van de vlag bedraagt 56% van de breedte, waarmee de hoogte-breedteverhouding 14:25 is. De breedte van de armen van de beide kruisen bedraagt 8,6% van de breedte van de vlag.
De kleurcoderingen zijn:
- Groen: CMYK: 100% cyaan en 100% geel; Pantone: 347 C / 355 U
- Rood: CMYK: 100% magenta en 100% geel; Pantone: 485 C / Warm red U